# Axonopus affinis
Axonopus affinis é uma espécie de planta com flor pertencente à família Poaceae. 
A autoridade científica da espécie é Chase, tendo sido publicada em Journal of the Washington Academy of Sciences 28: 180, f. 1–2. 1938.

## Portugal
Trata-se de uma espécie presente no território português, nomeadamente no Arquipélago dos Açores.
Em termos de naturalidade é introduzida na região atrás indicada.

## Protecção
Não se encontra protegida por legislação portuguesa ou da Comunidade Europeia.